# Thomas Sørensen
Thomas Løvendahl Sørensen (Fredericia, 12. lipnja 1976.) umirovljeni je danski nogometni vratar. U danskoj reprezentaciji je bio nasljednik legendarnog Petera Schmeichela a s njome je nastupio na dva svjetska (2002. i 2010.) i europska (2000. i 2004.) prvenstva.

## Karijera

### Klupska karijera
Sørensen je nogomet počeo trenirati kao dijete u lokalnim klubovima Erritsø i Assens da bi nakon toga prešao u juniore Odensea. S klubom je 1993. potpisao profesionalni ugovor ali tijekom pet sezona u klubu nije odigrao niti jednu prvenstvenu utakmicu. Tijekom tog razdoblja bio je na jednogodišnjim posudbama u Vejleu i Svendborgu.
U srpnju 1998. vratara za 510.000 GBP kupuje engleski Sunderland koji je tada bio drugoligaš. Sørensen je ondje zamijenio Lionela Péreza koji je napustio klub kao slobodni igrač. Thomas je tamo bio standardni vratar te je ključna karika kluba koji je te sezone osvojio englesku drugu ligu čime se plasirao u Premiership. Također, srušio je i klupski rekord o 29 utakmica bez primljenog pogotka.
Već 2001. Sørensen je kod Sunderlandovih navijača dobio status legende nakon što je obranio jedanaesterac Alanu Sheareru. Time je osigurao pobjedu protiv regionalnog rivala Newcastle Uniteda.
2003. godine Thomasa Sørensena kupuje Aston Villa za dva milijuna GBP iako su za njega interes pokazivali i drugi klubovi poput Arsenala i Manchester Uniteda. U novoj momčadi Sørensen je potvrdio status dobrog vratara. Tijekom prve tri sezone, Danac je propustio svega četiri utakmice. U dresu Aston Ville Sørensen je ponovo obranio jedanaesterac Alanu Sheareru.
Tijekom sezone 2006./07. vratar je ozlijedio koljeno tako da klub od Liverpoola posuđuje Scotta Carsona. Budući da je Carson postao standardni vratar, Sørensen je u prosincu 2007. izjavio da želi napustiti klub. Budući da mu završetkom sezone Aston Villa nije produljila ugovor, Sørensen odlazi kao slobodni igrač.
28. srpnja 2008. Sørensen odlazi na probu u Stoke City koji se tada promovirao u Premier ligu. Već nakon dva dana probe, vratar je s klubom potpisao trogodišnji ugovor. Tamo je postao standardan i važan igrač jer je Stoke City uspio sačuvati 12. mjesto u prvenstvu koje mu je jamčilo ostanak u Premiershipu. Zbog dobrih obrana, sa Sørensenom je u studenom 2009. produžen postojeći ugovor kako bi ga se zadržalo u klubu.
U sezoni 2009./10. Sørensen je obranio jedanaesterce u utakmicama protiv Portsmoutha, Arsenala i Wigana te je bio klučna karika kluba koji je osigurao deseto mjesto. Sljedeće sezone Asmir Begović je preuzeo mjesto prvog vratara kluba dok je danski vratar nastupio u završnici engleskog FA Kupa kojeg je osvojio Manchester City.

### Reprezentativna karijera
Thomas Sørensen je za dansku reprezentaciju debitirao u studenom 1999. protiv Izraela kada je ušao u igru umjesto ozlijeđenog Petera Schmeichela. Tijekom EURA 2000. bio je zamjena Schmeichelu sve do njegovog povlačenja iz reprezentacije.
Na Svjetskom prvenstvu 2002. postaje stadardni vratar reprezenacije koja je na Mundijalu prošla skupinu ispred Francuske, Senegala i Urugvaja. U osmini završnice Danska je poražena s visokih 3:0 od Engleske uglavnom zbog Sørensenovih pogrešaka.
Na EURU 2004. vratar je proglašavan igračem utakmice u susretima skupine protiv Italije i Bugarske. Od ostalih velikih turnira vratar je nastupio još na Svjetskom prvenstvu 2010. u JAR-u. Svoju posljednju utakmicu za Dansku odigrao je u prijateljskom susretu protiv Brazila u hamburškoj Imtech Areni. Zbog ozljede je zamijenjen već u 24. minuti a pobijedile su Carioce s 3:1.

## Osvojeni trofeji

### Klupski trofeji
| Klub       | Trofej              | Sezona    |
| Engleska   | Engleska            | Engleska  |
| ---------- | ------------------- | --------- |
| Sunderland | Engleska druga liga | 1998./99. |

## Vanjske poveznice
- Soccerdatabase.com
- Transfermarkt.de